# Dicranota (Rhaphidolabis) rostrifera
Dicranota (Rhaphidolabis) rostrifera is een tweevleugelige uit de familie Pediciidae. De soort komt voor in het Neotropisch gebied.